# Черевані (зупинний пункт)
З.п. Черевані — зупинна платформа Полтавської дирекції Південної залізниці.
Розташована між станціями Глобине (4 км) та Устинівка (5 км) на неелектрифікованій лінії Кременчук — Ромодан. Знаходиться у центрі міста Глобине. Відстань до Кременчука — 40 км. Відстань до Ромодану — 75 км

## Історія
Станцію Черевані спорудили 1887 року, одночасно з станцією Глобине  під час прокладання шляху Кременчук — Ромодан довжиною в 200 верст.

## Опис
Станція Черевані має одну бокову пасажирську платформу. Станція знаходиться у місті Глобине як і сама станція Глобине, але станція Черевані має в 3 рази більший пасажиропотік ніж станція Глобине, тому що знаходиться у центрі міста, і багато пасажирів що прямують у Глобине встають саме на цій станції.

## Пасажирське сполучення
На станції зупиняються приміські Дизельні-поїзди на Ромодан, Кременчук та Хорол. Курсує рейковий автобус Кременчук — Веселий Поділ та Веселий Поділ — Кременчук.
Повна вартість проїзду до Кременчука на червень 2016 року становить 5 грн, дитячий квиток — 4,62 грн.